# 真縫駅
真縫駅（まぬいえき）は、かつて樺太豊栄郡白縫村に存在した鉄道省樺太東線の駅である。

## 歴史
- 1927年（昭和2年）11月20日 - 樺太鉄道落合駅 - 知取駅間(170.5km)開業により設置。
- 1941年（昭和16年）4月1日 - 樺太鉄道の国有化により、樺太庁鉄道樺太東線の駅となる。
- 1943年（昭和18年）4月1日 - 南樺太の内地化にともない、鉄道省（国有鉄道）に編入。
- 1945年（昭和20年）8月 - ソ連軍が南樺太へ侵攻、占領し、駅も含め全線がソ連軍に接収される。
- 1946年（昭和21年）
  - 2月1日 - 日本の国有鉄道の駅としては、書類上廃止。
  - 4月1日 - ソ連国鉄に編入。ロシア語駅名は「アルセンチエフカ」。
- 1971年 - ソ連の手により当駅と久春内駅間を結ぶ真久線が開通する。

## 駅名の由来
当駅の所在する地名からであり、地名はアイヌ語の「マーヌイ」（泳いで渡ることの多い川）、「マ・ヌイ」（豊漁の入江）による。

## 運行状況
（1944年当時）
- 上りは大泊駅行き2本と大泊港駅行き、落合駅行き、白浦駅行きが各1本、下りは敷香駅行きが3本と上敷香駅行きと知取駅行き各1本であった。

現在はユジノサハリンスク駅とチーハヤ駅、トマリ駅発着の1往復、ユジノサハリンスク駅、ノグリキ駅発着の特急1往復のみ停車する。

## その他
- 当駅は樺太東海岸と西海岸の最狭部にあたり、泊居郡久春内村にある樺太西線久春内駅までバスが運行されていた。
- 当駅と久春内駅を結ぶ真久線は1971年、ソ連の手で開通した。

## 駅周辺
- 真縫山

## 隣の駅
鉄道省樺太鉄道局
樺太東線
白浦駅 - 真縫駅 - （三浦峠信号場） - 近幌駅
ロシア鉄道
アルセンチエフカ-イリインスク線（日本時代に真久線として計画、ソ連編入後に開通）
アルセンチエフカ駅 - イリインスク＝ユージヌイ駅 - イリインスク駅